# Xyris downsiana
Xyris downsiana är en gräsväxtart som beskrevs av Lyman Bradford Smith. Xyris downsiana ingår i släktet Xyris och familjen Xyridaceae. Inga underarter finns listade i Catalogue of Life.